# André de Ridder (Dirigent)

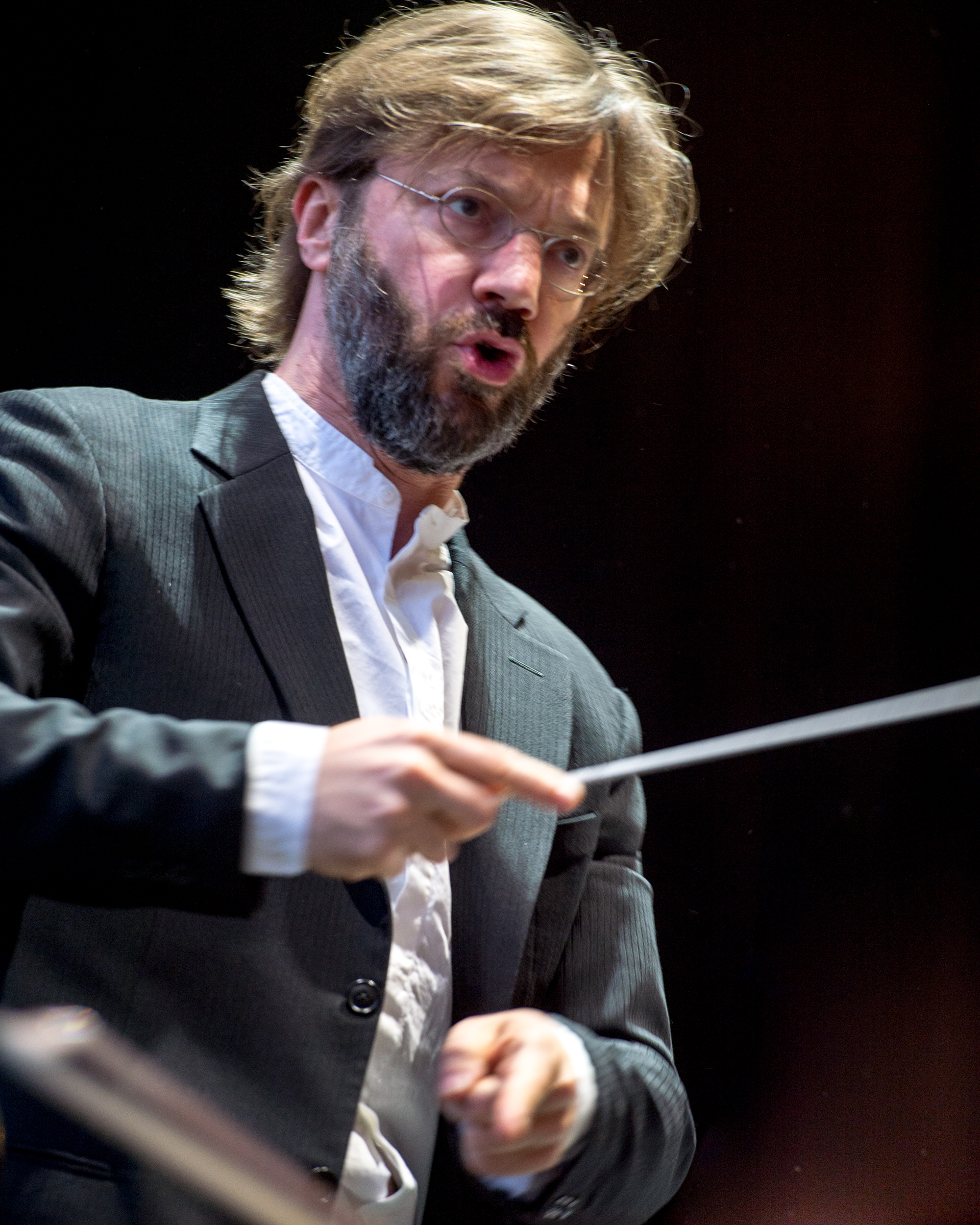
André de Ridder in Sydney (2016)

André de Ridder (* 1971 in Berlin) ist ein deutscher Dirigent klassischer Musik, der überwiegend in Großbritannien arbeitet.

## Leben und Werk
André de Ridder wurde als Sohn des Dirigenten und Hochschulprofessors Ludwig de Ridder und einer Opernsängerin in Berlin geboren. Er studierte Dirigieren bei Leopold Hager an der Universität für Musik und darstellende Kunst in Wien und bei Sir Colin Davis an der Royal Academy of Music in London. Einerseits engagiert sich der Dirigent für den Dialog der verschiedenen musikalischen Genres, sei es Pop, Jazz, Folk, elektronische Musik oder Oper, alte Musik oder zeitgenössische Kompositionen. Andererseits wurde und wird er regelmäßig auf Klassik-Festivals eingeladen, darunter die Proms oder das Edinburgh International Festival, das Holland Festival, die Biennale di Venezia, das Manchester International Festival oder das Sydney Festival.
Im Cross-Over-Bereich kooperierte er mit der britischen Band These New Puritans und der Kölner Formation MusikFabrik, mit dem Jazz-Musiker Uri Caine sowie den Komponisten Nico Muhly und Owen Pallett, mit dem Electronik-Duo Mouse on Mars und der dänischen Indie-Rock-Gruppe Efterklang, den Pop-Sängern Jonny Greenwood (von Radiohead) und Bryce Dessner (von The National). Im Jahr 2012 gründete de Ridder das Musikkollektiv stargaze, welches Klassik mit Pop, Folk, elektronischer und „nicht kategorisierbarer“ Musik zu verbinden trachtet. Gemeinsam sind Dirigent und Truppe in London, Manchester, Paris, Amsterdam, New York und Sydney aufgetreten und haben zuletzt ihr eigenes Spring Festival in Berlin gegründet.
Im Rahmen der Oper hat de Ridder unter anderem Werke Mozarts, von Leoš Janáček und Hans Werner Henze einstudiert.
Er dirigierte eine Reihe von Uraufführungen:
- Gerald Barrys The Bitter Tears of Petra von Kant an der English National Opera (2005),
- Damon Albarns und Chen Shi-Zhengs Animationsoper Monkey: Journey to the West beim Manchester International Festival (2007), danach auch am Théâtre du Châtelet in Paris und am Royal Opera House Covent Garden in London,
- Wolfgang Rihms Drei Frauen am Theater Basel,
- Donnacha Dennehys The Last Hotel beim Edinburgh International Festival (2015).

Außerdem leitete er eine Reihe von Vorstellungen an der Komischen Oper Berlin, am Teatro Real in Madrid, der Finnischen Nationaloper in Helsinki und an De Nederlandse Opera in Amsterdam.
Von 2007 bis 2012 war de Ridder Chefdirigent der Sinfonia ViVA, die in Derby (United Kingdom) beheimatet ist. Darüber hinaus wurde und wird er von einer Reihe namhafter Klangkörper eingeladen, darunter Britten Sinfonia, London Sinfonietta und Philharmonia Orchestra, das BBC Symphony Orchestra und weitere BBC-Orchester, das Orchestre de Paris, das Sjællands Symfoniorkester von Kopenhagen und das Chicago Symphony Orchestra. Im Januar 2013 konnte er mit dem Soundtrack von Kubrick’s 2001: Odyssee im Weltraum einen außergewöhnlichen Erfolg in Australien erringen, zuerst am Sydney Opera House, dann bei Symphony in the Domain und schließlich beim Adelaide Festival.
2016 hatte er sein Konzertdebüt mit dem Concertgebouw-Orchester.
2018 wurde de Ridder mit dem Royal Philharmonic Society Music Award für seine Arbeit als Artistic Curator des Londoner Spitalfields Festivals ausgezeichnet.
Bis 2021 war er künstlerischer Leiter des Festivals für neue Musik „musica nova Helsinki“. 2022 war er zunächst in verschiedene Produktionen involviert: Im April gab er sein Debüt an der Oper Köln mit Der Meister und Margarita von York Höller, im Juni dirigierte er Philip Glass’ Einstein on the Beach am Theater Basel und im Juli begab er sich an das Staatstheater Stuttgart, um an Robert Schumanns Szenen aus Goethes Faust mitzuwirken. Am 1. September 2022 übernahm de Ridder als Generalmusikdirektor die musikalische Leitung am Theater Freiburg, wo er mit Alban Berg Wozzeck (Regie: Marco Štorman) seinen Einstand gab.
Im Januar und Februar 2024 übernahm de Ridder in Stuttgart an der Staatsoper erneut die musikalische Leitung seines „Repertoire-Werkes“ Nixon in China (John Adams).
Es war zu lesen, die Aufführung sei das Beste, „was das Haus seit langer Zeit abgeliefert“ habe. De Ridder habe sein Dirigat gegenüber der Premiere 2019 noch einmal „verfeinert“. Am 21. Januar 2024 gab er sein Debüt beim Ultraschall-Berlin-Festival mit dem Deutschen Symphonie-Orchester Berlin. Das Konzert im Haus des Rundfunks  wurde live auf rbb Kultur übertragen.

## Zitate
„De Ridder dirigierte mit wohl ausgewogenen Tempi und gab der Musik den Raum zum Atmen […] Energie, Geschmack und ein unbestechliches Ohr für Balance und Timbre sind die hervorstechenden Merkmale seines Musizierens.“

„[…] one of the world's most daring conductors […].
[…] einer der tollkühnsten Dirigenten der Welt […].“

## Diskographie (Auswahl)
- Damon Albarn: Dr Dee (Virgin)
- Gorillaz: Plastic Beach (EMI), nominiert für einen Grammy
- Max Richter: Neukomposition von Vivaldis Die Vier Jahreszeiten (Deutsche Grammophon), ausgezeichnet mit einem ECHO Klassik